# Ihor Plachuta
Ihor Viktorovyč Plachuta (in ucraino Ігор Вікторович Плахута?; 1º settembre 1967) è un generale ucraino, comandante della forze di difesa territoriale ucraine dal febbraio 2024.

## Biografia
Ihor Plachuta è nato il 1º settembre 1967 nella regione di Kirovohrad e si è laureato nella scuola nel villaggio di Korobčyne.

### Carriera militare
Ha studiato presso la scuola superiore di comando delle armi combinate di Almaty nell'allora RSS Kazaka, per poi essere assegnato al Distretto militare di Kiev. In questo periodo ha partecipato alla decontaminazione della zona del disastro di Černobyl'. Dall'autunno del 1998 al 2000, Plachuta ha studiato presso l'Accademia di Difesa Nazionale dell'Ucraina.
Nel 2009 Plachuta è stato promosso a maggiore generale, venendo messo al comando del 169º Centro addestramento delle Forze terrestri ucraine. In seguito, nel 2012 è stato trasferito alle Truppe interne ucraine, diventando comandante del Comando territoriale meridionale.
Durante l'Euromaidan il generale ha diretto 400 soldati delle truppe interne e un'unità speciale Berkut per sgomberare le strade di Kiev dalle barricate dei manifestanti. Dopo la rivoluzione ucraina e la cacciata del presidente Viktor Janukovyč, Plachuta diventò il vice capo del Dipartimento per la sicurezza dello Stato dell'Ucraina.

### Invasione russa dell'Ucraina
All'inizio dell'invasione su vasta scala della Federazione Russa in Ucraina si è unito ai ranghi delle Forze armate ucraine. Nel marzo 2022 ha assunto l'incarico di vice comandante delle Forze per operazioni speciali. Successivamente ha prestato servizio come vice comandante del Gruppo operativo-strategico "Chortycja".
L'11 febbraio 2024 il presidente Volodymyr Zelens'kyj lo ha nominato comandante delle Forze di difesa territoriale, succedendo a Anatolij Barhylevyč. La sua nomina è stata accolta con scalpore per il suo passato all'Euromaidan e criticata come un "ritorno all'Unione Sovietica".